# Koryo-saram
Koryo-saram (em coreano: 고려사람; em russo: Корё сарам) ou koryoin (고려인) são coreanos étnicos da antiga União Soviética, que descendem de coreanos que viviam no Extremo Oriente Russo.
Em 1937, a população coreana no Extremo Oriente russo foi deportada para a Ásia Central. Vários Koryo-saram iniciais foram importantes ativistas da independência coreana durante o período colonial japonês, como Hong Beom-do e Chŏng Sang-chin. Desde então, eles se dispersaram por toda a antiga União Soviética, com populações significativas na Sibéria, Uzbequistão e Cazaquistão.
Aproximadamente quinhentos mil koryo-saram residem na antiga União Soviética, principalmente nos estados agora independentes da Ásia Central. Existem também grandes comunidades coreanas no sul da Rússia (ao redor de Volgogrado), no Extremo Oriente russo (ao redor de Vladivostoque), no Cáucaso, no Quirguistão, no Turquemenistão e no sul da Ucrânia. Embora a capacidade de falar coreano tenha se tornado cada vez mais rara entre os koryo-saram modernos, eles mantiveram alguns elementos da cultura coreana, incluindo nomes coreanos. A culinária koryo-saram se tornou popular em toda a antiga União Soviética, com o prato morkovcha agora amplamente disponível em supermercados de lá. Um número significativo de koryo-saram mudou-se temporária ou permanentemente para a Coreia do Sul por razões econômicas ou culturais. A Guerra Russo-Ucraniana, especialmente a invasão russa da Ucrânia em 2022, motivou vários milhares de ucranianos coreanos a se mudarem para a Coreia do Sul por segurança.
Há também uma comunidade étnica coreana separada na ilha de Sacalina, normalmente chamada de coreanos da Sacalina. Alguns podem se identificar como koryo-saram, mas muitos não. Isso levou ao termo materikovye (em russo: материковые) para os koryo-saram, que significa "coreanos continentais". Ao contrário das comunidades no continente russo, descendentes principalmente de coreanos que chegaram no final do século XIX e início do século XX, os ancestrais dos coreanos da Sacalina eram trabalhadores da Coreia japonesa, principalmente das províncias do sul, que foram transferidos para lá no final da década de 1930 e início da década de 1940.

### Dados do censo
- Первая всеобщая перепись населения Российской Империи 1897 г. (General Population Census of the Russian Empire in 1897), Demoscope.ru, consultado em 20 de maio de 2007, arquivado do original em 28 de maio de 2012
- Trosterud, Trond (2000), Soviet censuses: Introduction to the census data, legend to the tables, and sources, Norway: University of Tromsø, consultado em 1 de dezembro de 2009, cópia arquivada em 20 de outubro de 2008
- Russian Census, Федеральная служба государственной статистики, 9 de outubro de 2002, consultado em 26 de julho de 2006, arquivado do original em 29 de fevereiro de 2016
- «Koreans of The South Ussury in 1879»